# Ільхаміє Тохтар
Ільхаміє́ Тохта́р — кримськотатарська громадська та політична діячка, одна з лідерок кримськотатарського жіночого руху початку XX століття, делегатка першого Курултаю кримськотатарського народу.

## Біографія
Біографічні відомості про Ільхаміє Тохтар обмежені. Аніфе Боданинська, яка добре її знала, описувала її як «молоду красиву жінку, яка здобула хорошу освіту». Подальша її доля невідома.

## Громадська та політична діяльність
Ільхаміє Тохтар була однією з найпомітніших постатей кримськотатарського жіночого руху, який набрав значних обертів після Лютневої революції 1917 року.
У квітні 1917 року вона була делегаткою Всеросійського з'їзду мусульманок у Казані. Вона очолювала Мусульманський жіночий комітет в Акмесджиті (Сімферополі) і від цього міста була обрана до Курултаю.
У серпні 1917 року в Сімферополі відбувся З'їзд делегаток мусульманських жіночих комітетів Криму, на якому було утворено Центральний комітет мусульманських жінок Криму. Головою комітету обрали Ільхаміє Тохтар, а її заступницею стала Шефіка Гаспринська. У серпні 1917 року вона також стала членкинею Тимчасового центрального бюро мусульманок Росії.
У вересні 1917 року Ільхаміє Тохтар разом з Джафером Сейдаметом, Айше Ісхаковою та Еміне Шабаровою була серед делегатів від Криму на З'їзді народів, що відбувся у Києві.
У листопаді 1917 року на виборах до першого Курултаю кримськотатарського народу Ільхаміє Тохтар була обрана однією з п'яти жінок-делегаток (разом із Шефікою Гаспринською, Хатідже Авджи, Аніфе Боданинською та Еміне Шабаровою) від Ялтинського повіту. Це стало першим випадком в ісламському та тюркському світі, коли жінки отримали право не лише обирати, а й бути обраними до законодавчого органу.